# Operazione Frankton
L'operazione Frankton fu un'azione di sabotaggio compiuta a partire dal 7 dicembre 1942 contro navi mercantili dell'Asse ancorate nel porto di Bordeaux.
Il raid fu messo in atto da un commando britannico di 10 Royal Marines, denominato Boat Royal Marines Patrol Detachment (RMBPD), comandato dal maggiore Herbert George "Blondie" Hasler. L'operazione era stata studiata dal Combined Operations Headquarters britannico.
Gli incursori vennero trasportati dal sottomarino HMS Tuna fino all'imbocco dell'estuario della Gironda, dove la notte del 7 dicembre vennero messi in mare cinque kayak biposto. Durante la progressiva risalita dell'estuario nelle notti seguenti, a causa delle avverse condizioni di marea e di corrente, tre equipaggi su cinque andarono dispersi, e la notte tra l'11 e il 12 dicembre entrarono nel porto di Bordeaux solo gli equipaggi Catfish e Crayfish.
Essi agganciarono sedici mine magnetiche a tempo a cinque mercantili da trasporto (Alabama, Tannenfels, Dresden, Portland, Cape Halland) e a una fregata tedesca (Sperbrecher 5). L'esplosione delle mine, sei ore dopo, provocò il forte danneggiamento e il parziale affondamento delle cinque unità mercantili.

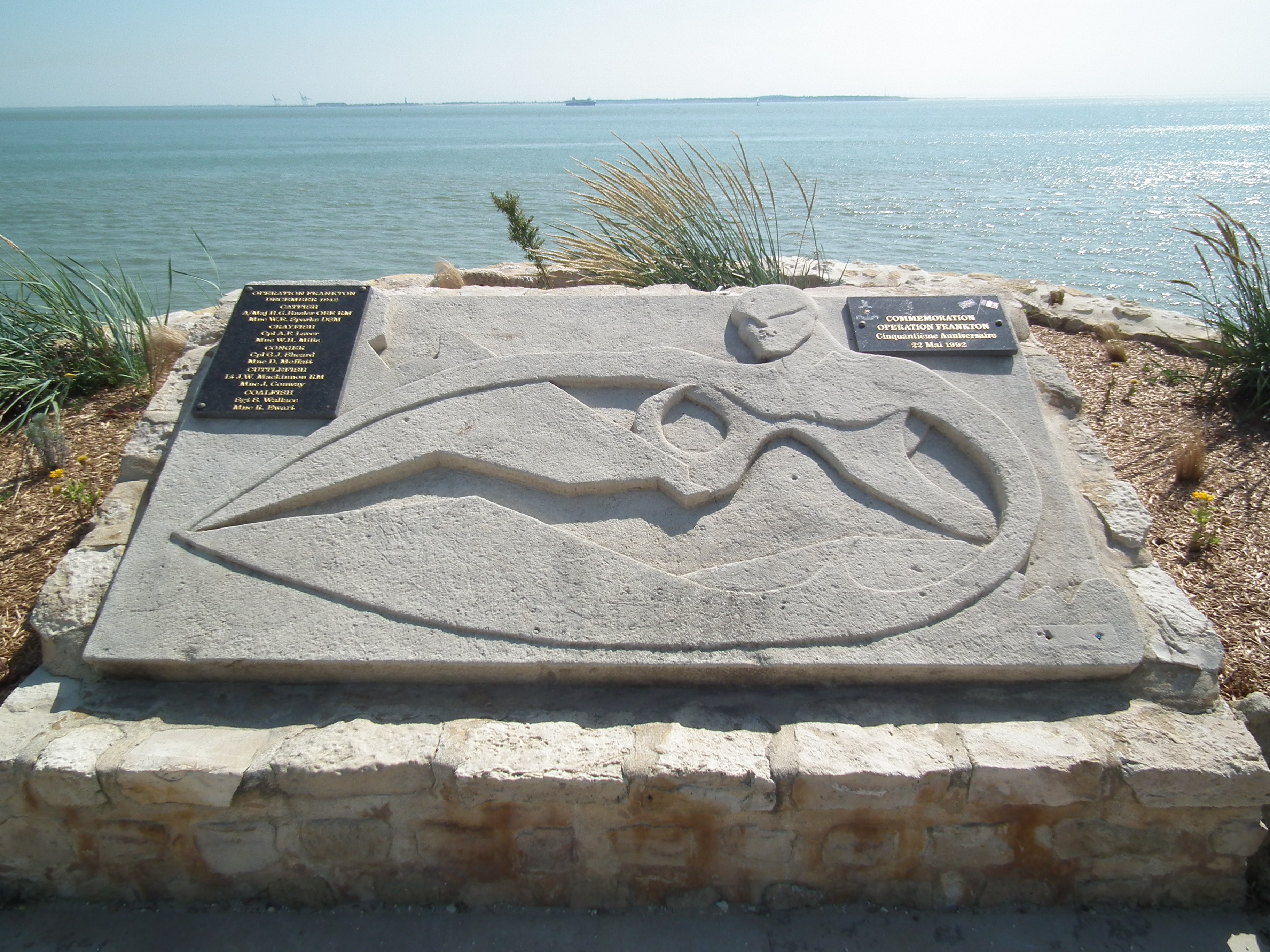
Targa commemorativa

I due equipaggi ridiscesero poi l'estuario fino a Blaye, da dove cercarono di raggiungere separatamente il paese di Ruffec nella Charente, sede della rete di fuga "Marie Claire", e da lì la Spagna e Gibilterra.
Il solo equipaggio Catfish, composto da Hasler e dal caporale Sparks, riuscì a raggiungere l'obiettivo dopo un avventuroso viaggio terminato il 23 febbraio. A Bordeaux, nello stesso periodo di svolgimento dell'operazione Frankton, era attiva la rete di sabotaggio "Scientist" del SOE (Special Operations Executive), capitanata da Claude de Baissac; la sua esistenza era però sconosciuta al Combined Operations Headquarters. La mancanza di coordinamento tra i due reparti aumentò i rischi e aggravò le perdite.
Nel giugno 2002 a ricordo dell'impresa è stato inaugurato il sentiero Frankton, che su un percorso di 116 km da Bordeaux a Ruffec ripercorre la via di fuga di Hasler e Sparks.

## Filmografia
L'operazione Frankton è stata rappresentata nel film Sopravvissuti: 2 del 1955, diretto e interpretato da José Ferrer.